# Izomorfismus (graf)
V teorii grafů řekneme, že jsou dva grafy izomorfní, pokud {\displaystyle \exists \ F\colon V(G)\to V(G'):\{x,y\}\in E(G)\Leftrightarrow \{f(x),f(y)\}\in E(G')}.
Graf je jedním z příkladů množiny (vrcholů) a nějaké relace (množiny hran) na této množině, proto se opět jedná o zvláštní případ obecné definice izomorfismu.
Izomorfismus zachovává všechny důležité vlastnosti grafu – zobrazuje každý podgraf na izomorfní podgraf, cestu opět na cestu, kružnici opět na kružnici, izomorfní graf lze obarvit stejným způsobem, jako původní graf.

## Slabé podmínky
Podmínky využijeme při posuzování vlastnosti izomorfismu u dvou grafů. Podmínky jsou označovány jako slabé, protože jejich splnění nezaručuje vlastnost izomorfismu.
Uvažujme libovolné přirozené číslo {\displaystyle n}. Pokud jsou grafy izomorfní, tak mají stejný počet uzlů stupně {\displaystyle n}.
Další slabou podmínkou je stejná mohutnost množin uzlů a hran.